# 고든 털럭

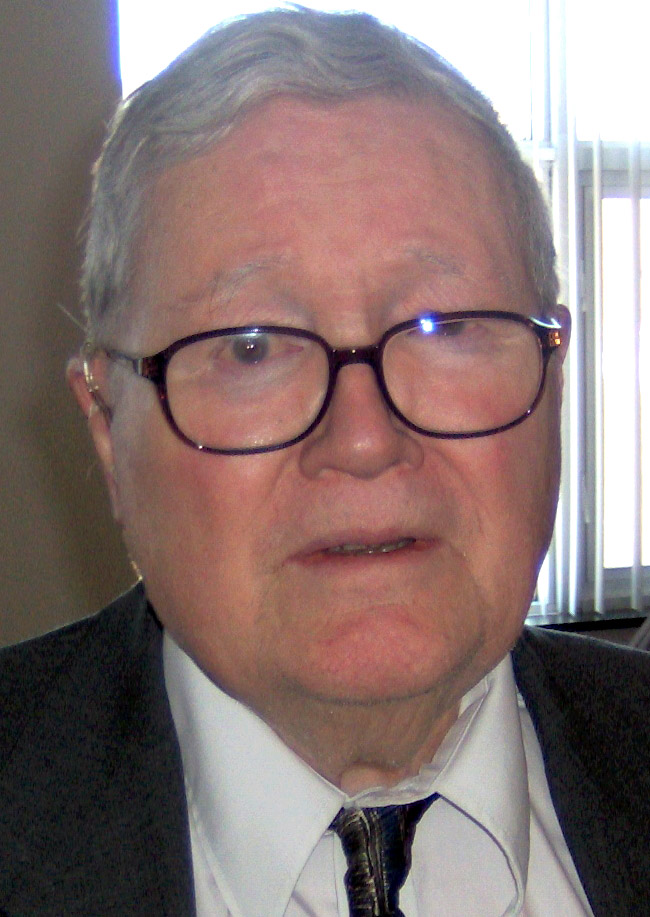

고든 털럭(Gordon Tullock, 1922년 2월 13일 – 2014년 11월 3일)은 공공선택론으로 알려진 경제학자이다. 제임스 M. 뷰캐넌과 공저한 《국민 합의의 분석》(1962)으로 알려져 있다. 그는 공공선택론의 선구적인 인물로 알려져 있다.
털럭과 뷰캐넌의 공동작업은 《국민 합의의 분석》(1962)를 만들어 냈고, 이는 곧 공공선택론에서 중요한 작품이 되었다. 그는 나중에 버지니아의 교수 동료로 뷰캐넌에 합류했다. 4년 동안 뷰캐넌과 털럭은 그들의 분야를 위한 새로운 저널(1966년)을 창간하면서 연구를 계속했고, 경제이론을 모든 종류의 비시장 현상에 적용하는 논문을 내놓았다. 책과 저널의 성공에도 불구하고 털럭은 결국 떠나게 되었다.
1983년 털럭과 공공선택연구센터는 버지니아 페어팩스에 있는 비교적 알려지지 않은 조지 메이슨 대학으로 이전했다. 그는 1983년부터 1987년까지 GMU에서, 1987년부터 1999년까지 애리조나 대학에서 가르쳤다. 1999년 그는 법경제학의 교수로 조지 메이슨으로 돌아와 2008년에 은퇴했다.